# Liste des Premiers ministres de l'Empire russe

Armoiries de la Maison impériale de Russie

Liste des chefs du Gouvernement de l'Empire russe de 1802 à 1917.
Créé par Alexandre Ier de Russie le 8 septembre 1802, le Comité des ministres fut le 19 octobre 1905 remplacé par le Conseil des ministres de l'Empire russe. Le 10 mars 1917 fut instauré le Gouvernement provisoire. Le poste de président du Comité des Ministres, de Président du Conseil des ministres puis de Président du Gouvernement provisoire fut la plus haute fonction administrative de l'Empire russe.

## Liste des Présidents du Comité des ministres de l'Empire russe

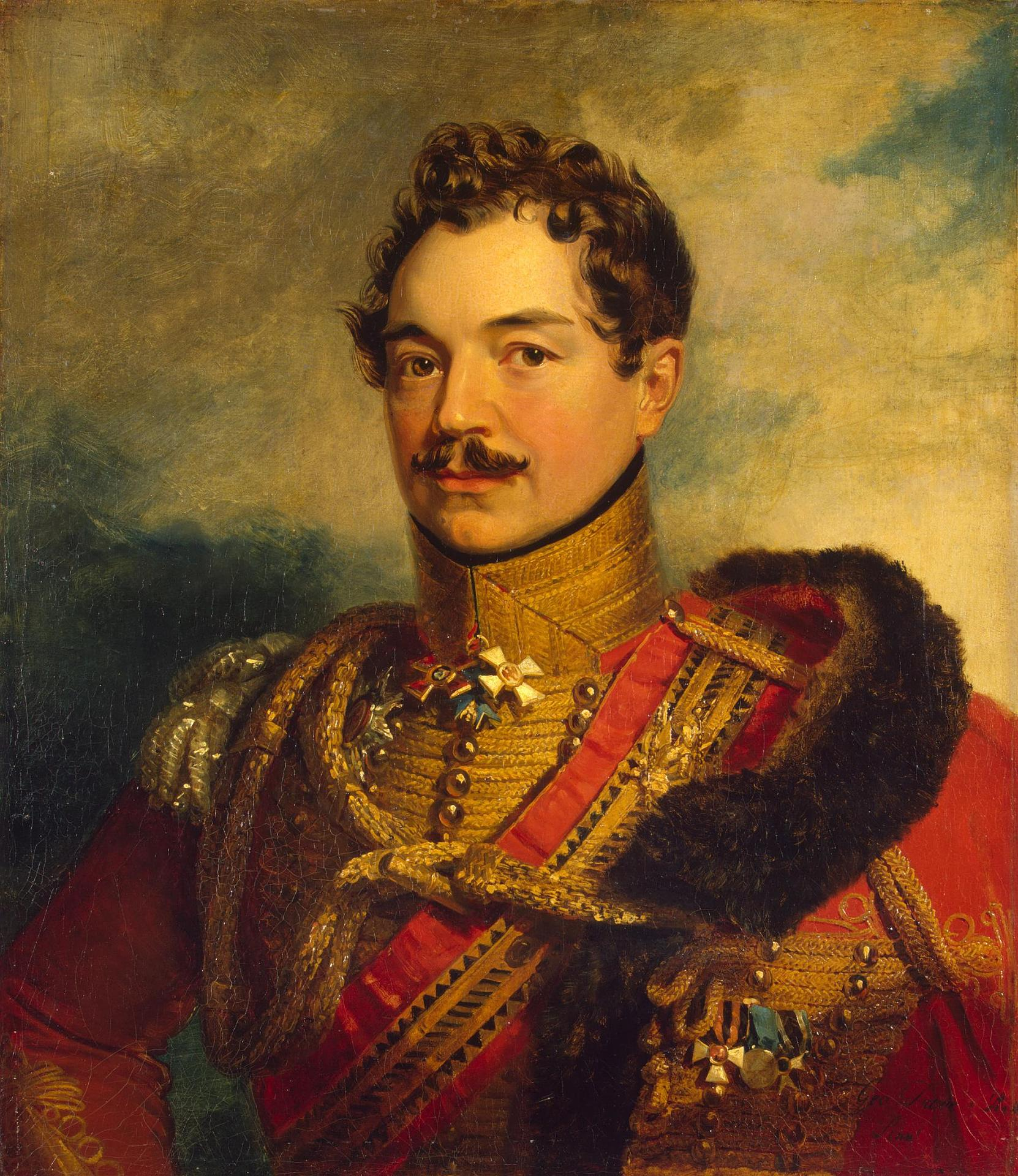
Le comte et général Vasili Vasilievitch Levachov (1783-1848), portrait de George Dawe. Galerie militaire du Palais d'Hiver. Musée de l'Ermitage à Saint-Pétersbourg.

- Comte Nikolaï Petrovitch Roumiantsev : (1754-1826) Président du Comité des ministres de 1810 à 1812. (De 1802 à 1810 cette fonction ne fut pas remplie de façon permanente).
- Prince Nikolaï Ivanovitch Saltykov : (1736-1816). Président du Comité des ministres de mars 1812 à septembre 1812.
- Comte Sergueï Kouzmitch Viazmitinov : (1744-1819). Président du Comité des ministres de 1812 à 1816. (De 1812 à 1865, la Présidence du Comité des ministres et du Conseil d'État fut dirigée par la même personne).
- Prince Piotr Vasilievitch Lopoukhine : (1753-1827). Président du Comité des ministres de 1816 à 1827.
- Prince Viktor Pavlovitch Kotchoubeï : (1768-1834). Président du Comité des ministres de 1827 à 1832).
- Comte Nikolaï Nikolaïevitch Novossiltsev : (1761-1836). Président du Comité des ministres de 1832 à 1838.
- Prince Ilarion Vassilievitch Vassiltchikov : (1776-1847). Président du Comité des ministres de 1838 à 1847.
- Comte Vasili Vasilievitch Levachov : (1783-1848). Président du Comité des ministres de 1847 à 1848.
- Prince Alexandre Ivanovitch Tchernychev : (1786-1857). Président du Comité des ministres de 1848 à 1856.
- Comte Alexeï Fiodorovitch Orlov : (1878-1862). Président du Comité des ministres de 1856 à 1860.
- Comte Dimitri Nikolaïevitch Bloudov : (1785-1864). Président du Comité des ministres de 1861 à 1864.
- Prince Pavel Pavlovitch Gagarine : (1789-1872). Président du Comité des ministres de 1864 à 1872.
- Comte Pavel Nikolaïevitch Ignatiev : (1797-1879). Président du Comité des ministres de 1872 à 1879.
- Comte Piotr Aleksandrovitch Valouïev : (1815-1890). Président du Comité des ministres de 1879 à 1881.
- Comte Mikhaïl Kristoforovitch Reutern : (1820-1890). Président du Comité des ministres de 1881 à 1886.
- Nikolaï Khristianovitch Bunge : (1823-1895). Président du Comité des ministres de 1887 à 1895.
- Ivan Nikolaïevitch Dournovo : (1834-1903). Président du Comité des ministres de 1895 à 1903.
- Sergueï Ioulievitch Witte : (1849-1915). Dernier Président du Comité des Ministres (1903-1906).

## Liste des Présidents du Conseil des ministres de l'Empire russe

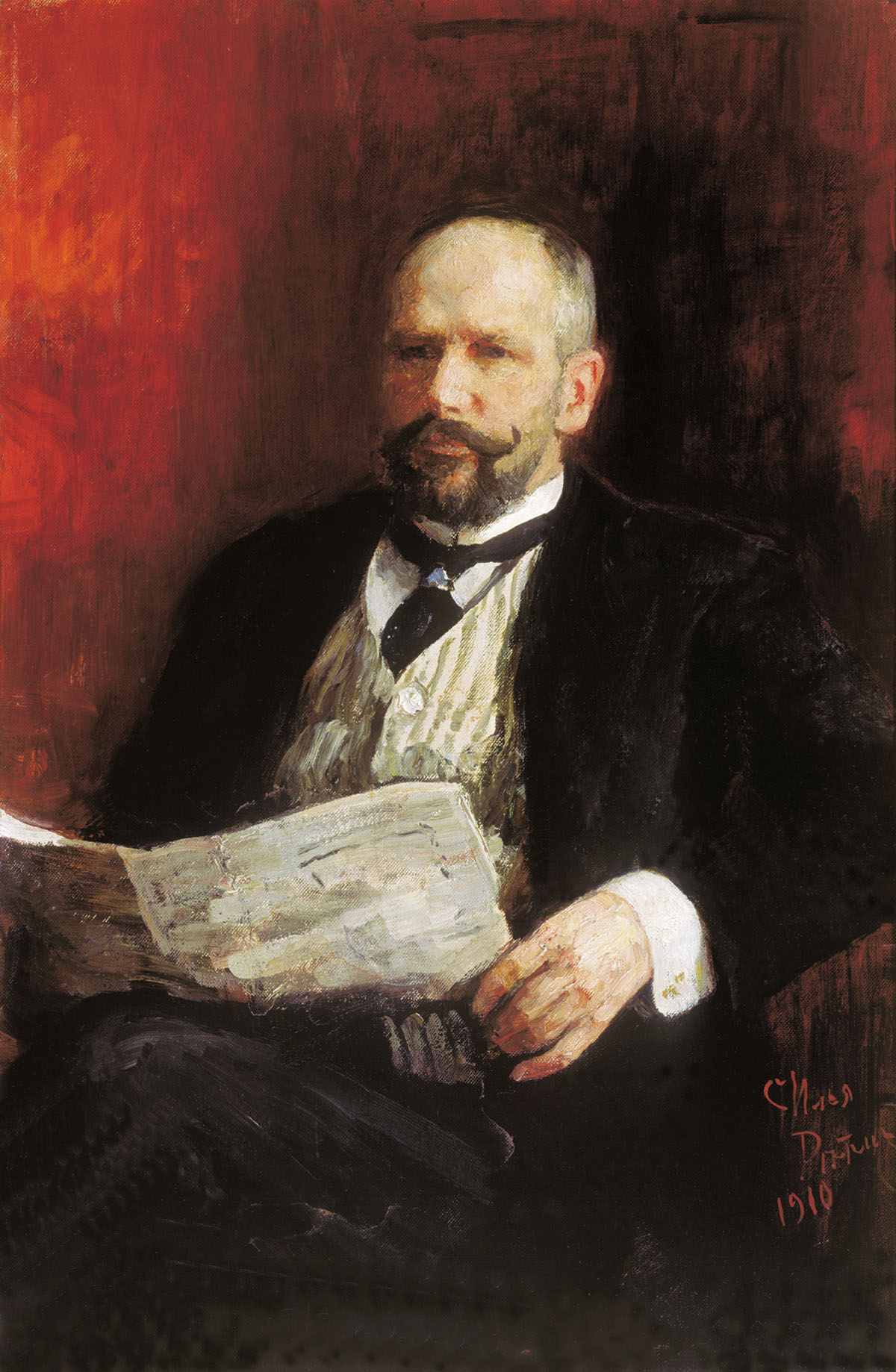
Piotr Arkadievitch Stolypine, portrait du peintre russe Ilia Répine (1910).

- Sergueï Ioulievitch Witte : (1849-1915). Président du Conseil des ministres du 24 octobre 1905 au 22 avril 1906.
- Ivan Logguinovitch Goremykine : (1839-1917). Président du Conseil des ministres du 22 avril 1906 au 8 juillet 1906.
- Piotr Arkadievitch Stolypine : (1862-1911). Président du Conseil des ministres du 8 juillet 1906 au 5 septembre 1911.
- Comte Vladimir Nikolaïevitch Kokovtsov : (1853-1943). Président du Conseil des ministres du 5 septembre 1911 au 31 janvier 1914.
- Ivan Logguinovitch Goremykine : (1839-1917). Président du Conseil des ministres du 31 janvier 1914 au 20 janvier 1916.
- Boris Vladimirovitch Stürmer : (1848-1917). Président du Conseil des ministres du 20 janvier 1916 au 10 novembre 1916.
- Alexandre Fiodorovitch Trepov : (1862-1928). Président du Conseil des ministres du 10 novembre 1916 au 27 décembre 1916.
- Prince Nikolaï Dmitrievitch Golitsyne : (1850-1925). Président du Conseil des ministres du 27 décembre 1916 au 28 février 1917. Il fut le dernier Premier ministre de l'Empire de Russie.

## Liste des Présidents du Gouvernement provisoire de Russie

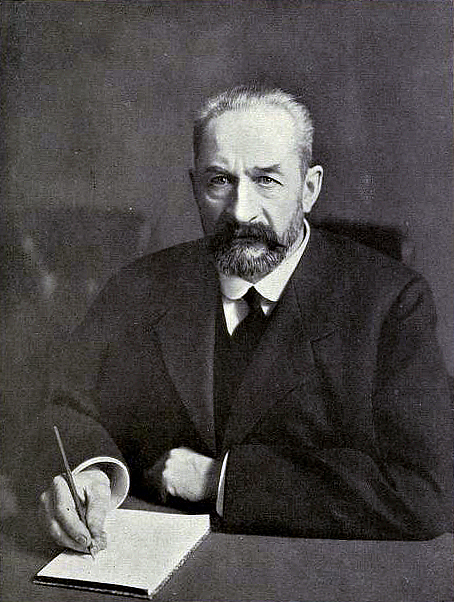
Le prince Gueorgui Ievguenievitch Lvov.

- Prince Gueorgui Ievguenievitch Lvov : (1861-1925). Président du Gouvernement provisoire du 10 mars 1917 au 8 juillet 1917.
- Alexandre Fiodorovitch Kerenski : (1881-1970). Président du Gouvernement provisoire du 8 juillet 1917 au 7 novembre 1917.

### Crédits de traduction
- (ru) Cet article est partiellement ou en totalité issu de l’article de Wikipédia en russe intitulé « Премьер-министры России » (voir la liste des auteurs).